# Willem II van Egmont
Willem van Egmont (1235? - 20 maart 1304) was heer van Egmont.

## Biografie
Willem was een zoon van Gerard van Egmont. Over zijn moeder bestaat onzekerheid: bronnen spreken over Beatrix van Haarlem én over Mabilia.
Hij volgde in 1242 zijn vader op als heer van Egmond. Omdat hij op dat moment nog niet meerderjarig was, stond hij tot 1248 onder gezag van een regent, zijn achterneef Wouter "Stoutkind" van Egmont.
Willem was gehuwd met Ada van Brederode (ca. 1223 - 20 januari 1297). Het echtpaar had twee kinderen:
- Gerard (II) (1260?-1300), gehuwd met Elisabeth van Strijen
- Halewina, gehuwd met Hendrik van Cuyck, burggraaf van Leiden

Willem II van Egmond, Had ook een buitenechtelijke relatie met Mabilia de Wael (1250) waar hij 1 bastaardzoon van had, Jacob de Wael (1280) 
In 1258 stond hij de ambachtsheerlijkheden Oterleek, Oudorp, Oudkarspel, Spanbroek en Wadeweij af aan Floris de Voogd, oom van graaf Floris V van Holland, in ruil waarvoor hij het heerlijkheid Warmenhuizen in leen kreeg. Hij breidde zijn gebied ook uit door aankopen, onder meer van Huisduinen. Hij nam in 1282 deel aan een veldtocht van Floris V naar Friesland.
In de zomer van het jaar 1283 werd door graaf Floris V van Holland de heerlijkheid Egmont tot vrije hoge heerlijkheid verklaard. Dit betekende dat Willem II van Egmont leenheer was geworden van de graaf van Holland en niet meer van de abdij van Egmont. Na de moord op Floris V in 1296 begeleidde hij de nieuwe graaf Jan I van Holland op een tocht naar Engeland, waar Jan ging trouwen met een dochter van de Engelse koning.
Zijn vrouw Ada overleed in 1297 en zijn zoon Gerard in 1300. Bijgevolg werd hij na zijn overlijden in 1304 als heer van Egmont opgevolgd door zijn kleinzoon, Willem III.